# Zoo umano

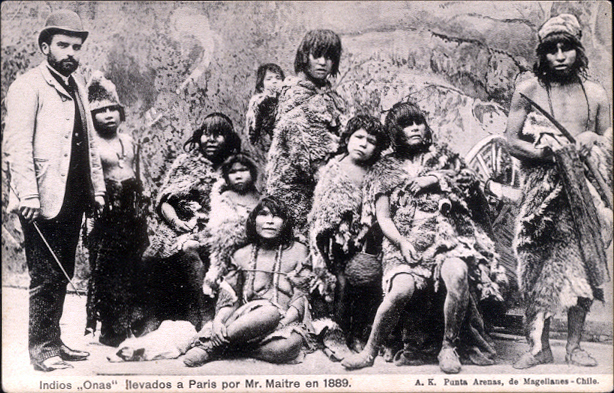
Nativi della Terra del Fuoco (Patagonia Argentina) portati a Parigi dal Maître nel 1889.

Gli zoo umani sono stati in passato, soprattutto tra il 1870 e il 1940, esposizioni al pubblico di popolazioni straniere che venivano catturate, imprigionate e obbligate a restare chiuse in recinti o gabbie. Essi, denominati anche esposizioni etnologiche, erano mostre pubbliche del XIX e XX secolo di esseri umani di varie etnie, in genere in condizioni di schiavitù, esposti solitamente in un cosiddetto stato naturale o primitivo. Le mostre spesso enfatizzavano le differenze tra gli stili di vita europei occidentali e quelli di altri popoli stranieri: erano basati su una concezione razzista e coloniale dell'umanità, intrisa spesso di razzismo scientifico e darwinismo sociale; alcune di queste teorie collocavano i popoli nativi soprattutto dell'Africa, dell'Oceania, Asia e Americhe, in una scala evolutiva inferiore, a metà tra le grandi scimmie e gli europei. Le esposizioni di esseri umani sono state condannate in quanto disumane e razziste.

## I primi zoo umani

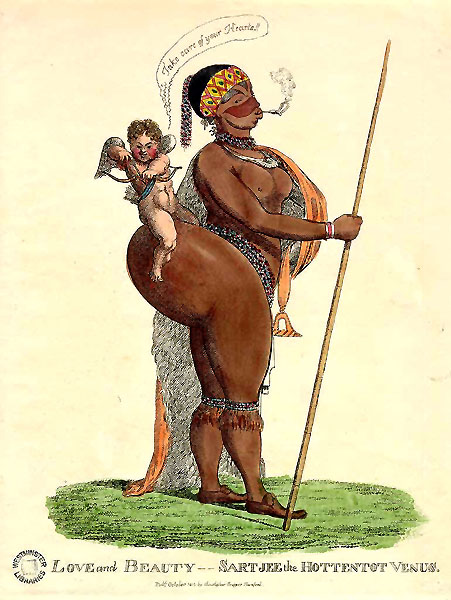
Una caricatura di Saartjie Baartman, chiamata la Venere ottentotta. Nata da una famiglia Khoisan, fu esposta a Londra all'inizio del XIX secolo.

Uno dei primi zoo conosciuti nell'emisfero occidentale è quello di Montezuma in Messico, che, oltre ad una vasta collezione di animali, mostrava anche umani come nani, albini e gobbi.
Durante il Rinascimento, i Medici attrezzarono un grande giardino zoologico in Vaticano.
Nel XVI secolo, il cardinale Ippolito de' Medici possedeva una collezione di persone di diverse razze e animali esotici. Egli disponeva di un gruppo di cosiddetti barbari, di oltre venti lingue diverse; tra essi vi erano anche Mori, Tartari, Indiani e Africani.
Una delle prime esposizioni umane moderne è stata la mostra organizzata da P.T. Barnum nel 25 febbraio 1835, di Joice Heth e, in seguito, dei gemelli siamesi Chang ed Eng Bunker. Queste mostre erano comuni nei fenomeni da baraccone, tuttavia la curiosità per mostre umane ha radici che risalgono al periodo del colonialismo. Una prova è che Cristoforo Colombo portò con sé indigeni americani dai suoi viaggi dal Nuovo Mondo, alla corte spagnola nel 1493. Un altro esempio famoso è quello di Saartjie Baartman del popolo Nama, spesso citata col nome di 'Venere ottentotta', che fu esposta a Londra ed in Francia fino alla sua morte nel 1815. Nel corso del 1850, Maximo e Bartola, due bambini microcefali dal Messico, furono esposti negli Stati Uniti e in Europa coi nomi 'bambini Aztechi' e 'Lillipuziani Aztechi'. Gli zoo umani divennero tuttavia famosi solo verso il 1870, nel pieno del nuovo imperialismo.

## Dal 1870 alla seconda guerra mondiale

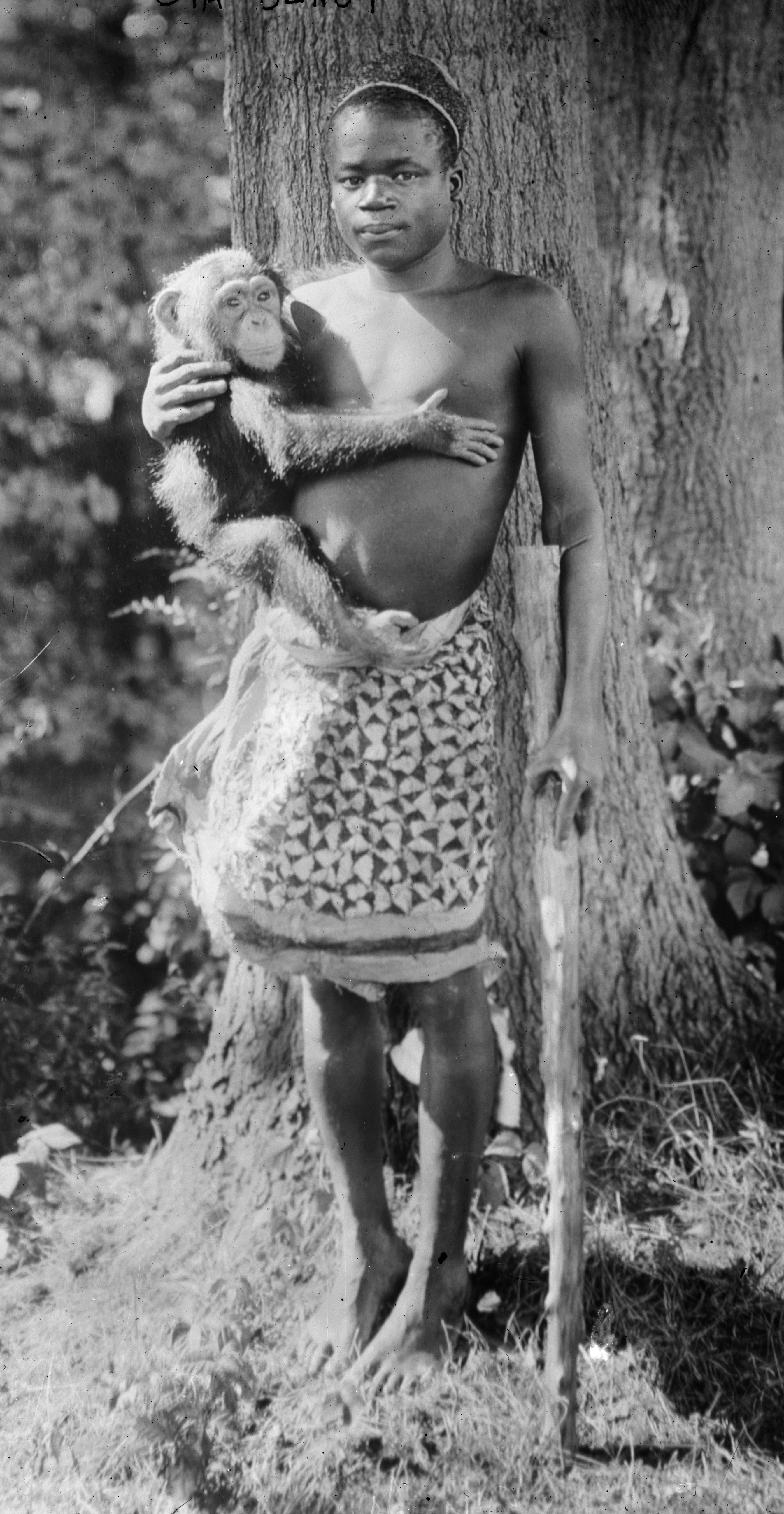
Ota Benga, un uomo in esposizione nel 1906, di 23 anni, alto 150 cm e di 47 kg di peso.
Portato dal fiume Kasai, Congo, Sudafrica Centrale, da Dr. Samuel P. Verner.
Esposto ogni pomeriggio nel mese di Settembre.
— un cartello all'esterno della casa del primate nel Bronx Zoo, settembre 1906.

Nel 1870, le mostre di popolazioni esotiche divennero popolari in vari paesi. Gli zoo umani potevano essere trovati a Parigi, Amburgo, Anversa, Barcellona, Londra, Milano, New York e Varsavia, con un numero di visitatori dai 200.000 ai 300.000 presenti ad ogni mostra. In Germania, Carl Hagenbeck, un mercante di animali selvatici e futuro imprenditore di molti giardini zoologici europei, decise nel 1874 di esibire Samoani e Sami come popolazioni "puramente naturali". Nel 1876 inviò un collaboratore in Sudan per portargli alcune bestie selvatiche e Nubiani. La mostra di Nubiani riscosse molto successo in Europa e in tour a Parigi, Londra e Berlino. Nel 1880 Hagenbeck ha anche inviato un agente a Labrador per procurarsi alcuni Eschimesi dalla missione morava di Hebron; questi Inuit furono esibiti nel suo Tierpark Hagenbeck in Amburgo.
Geoffroy de Saint-Hilaire, direttore del Jardin zoologique d'acclimatation di Parigi, decise nel 1877 di organizzare due spettacoli etnologici in cui esibire Nubiani e Inuit. Quell'anno il pubblico del Jardin raddoppiò, toccando il milione di persone. Tra il 1877 e il 1912 circa trenta mostre etnologiche furono presentate al Jardin.
In entrambe le Esposizioni universali del 1878 e del 1889 tenutesi a Parigi fu mostrato un "villaggio negro" (village nègre). Visitato da 28 milioni di persone, l'esposizione del 1889 mostrò 400 indigeni come attrazione principale. L'esposizione del 1900 presentò un diorama vivente in Madagascar, mentre le Esposizioni coloniali a Marsiglia (1906 e 1922) e a Parigi (1907 e 1931) esibirono umani in gabbia, spesso nudi o seminudi. L'Esposizione coloniale parigina del 1931 fu di così grande successo da attirare 34 milioni di persone in sei mesi, mentre una contro-mostra più piccola, intitolata La verità sulle Colonie, organizzata dal Partito Comunista Francese, attirò ben pochi visitatori — nella prima sala erano ricordati Albert Londres e André Gide, critici del lavoro forzato nelle colonie. Erano mostrati anche villaggi senegalesi nomadi.

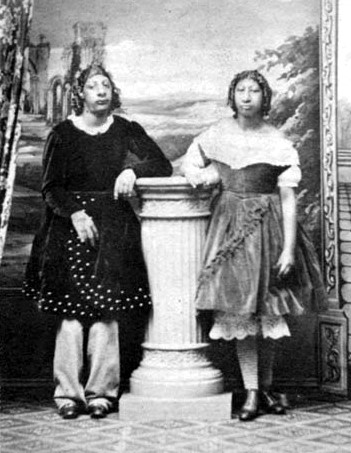
Maximo e Bartola, due bambini microcefali esposti negli zoo umani con i nomi 'bambini Aztechi' e 'Lillipuziani Aztechi'

Nel 1883 i nativi del Suriname furono messi in mostra nella Internationale Koloniale en Uitvoerhandel Tentoonstelling di Amsterdam, che si tiene dietro il Rijksmuseum.
Alla fine del 1800 Carl Hagenbeck organizzò mostre di popolazioni indigene da varie parti del mondo e mise in scena una manifestazione pubblica di Singalesi autoctoni del subcontinente indiano. Nel 1893-1894, ha anche organizzato una mostra di Sami-Lapponi ad Amburgo-Saint Paul.
All'Esposizione panamericana del 1901 e alla fiera Colombiana di Chicago del 1893, Little Egypt eseguì la danza del ventre e i fotografi Charles Dudley Arnold e Harlow Higginbotham scattarono foto denigratorie e presentarono gli indigeni con un elenco di stereotipi e con legende sarcastiche.
Nel 1896, per aumentare il numero di visitatori, lo zoo di Cincinnati invitò cento nativi Americani Sioux a stabilire un villaggio locale. I Sioux vissero nello zoo per tre mesi.

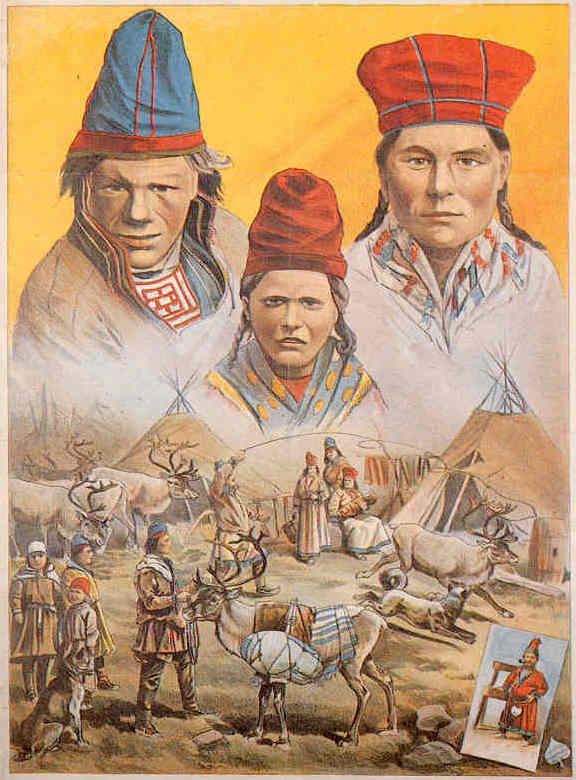
Manifesto pubblicitario per un'esposizione etnologica di lapponi svoltasi ad Amburgo-St. Pauli

Nel 1904 Apaches, Igorots (dalle Filippine) ed il famoso Ota Benga furono messi in mostra col soprannome di "primitivi", all'Esposizione internazionale della Luisiana in occasione delle Olimpiadi del 1904. In seguito alla guerra ispano-americana, gli USA avevano appena conquistato nuovi territori come il Guam, le Filippine e Porto Rico, poterono così mettere in mostra alcuni degli abitanti nativi. Secondo il reverendo Sequoyah Ade,
"Per illustrare ulteriormente la vastità di umiliazioni subite nelle Filippine oltre alla loro conquista da parte degli Americani, gli Stati Uniti hanno reso la campagna filippina il centro della Fiera Mondiale del 1904 tenutasi quell'anno in Saint Louis. In quella che era definita entusiasticamente come la "sfilata del progresso", i visitatori potevano scrutare i "primitivi" che rappresentavano l'opposto della "civiltà" che giustifica la poesia di Kipling "Il fardello dell'uomo bianco". Pigmei dalla Nuova Guinea e dall'Africa, che furono in seguito mostrati nella sezione primati dello zoo del Bronx, sono stati fatti sfilare accanto agli indiani d'America come il guerriero Apache Geronimo, che ha venduto il suo autografo. L'attrazione principale fu tuttavia la mostra Filippina di repliche intere delle abitazioni indigene, erette per esibire l'arretratezza intrinseca nel popolo Filippino. L'obiettivo era quello di mettere in evidenza sia l'influenza "civilizzatrice" del governo americano sia il potenziale economico delle risorse naturali delle catene insulari sulla scia della guerra filippino-americana. Era, a quanto riferito, la più grande mostra specifica aborigena esibita alla fiera. Come un visitatore soddisfatto ha commentato, lo zoo umano appare "il racconto di strane persone che segnano il tempo mentre il mondo avanza, e di selvaggi resi dei lavoratori civilizzati coi metodi americani."

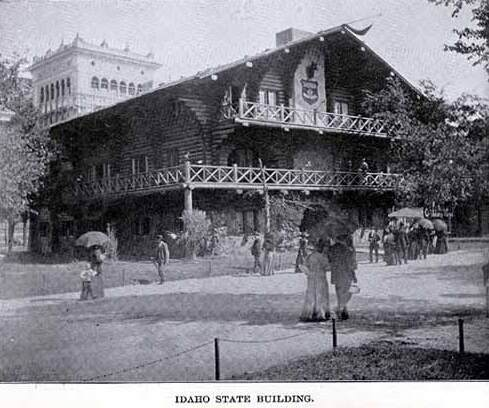
"Idaho Building," un edificio dimostrativo per la fiera Colombiana di Chicago del 1893, progettato dall'architetto Kirtland Cutter.

Nel 1906 l'antropologo Madison Grant, capo della Wildlife Conservation Society, espose il congolese pigmeo Ota Benga allo zoo del Bronx di New York insieme a scimmie e altri animali. Agli ordini di Grant, un importante eugenista, il direttore dello zoo William Hornaday mise Ota Benga in mostra in una gabbia con gli scimpanzé, poi con un orango di nome Dohong e un pappagallo, e lo definì l'anello mancante, ad indicare che in termini evolutivi gli Africani come Ota Benga fossero più vicini alle scimmie che agli Europei. Scatenò così le proteste degli ecclesiastici della città, sebbene il pubblico accorresse all'esibizione.

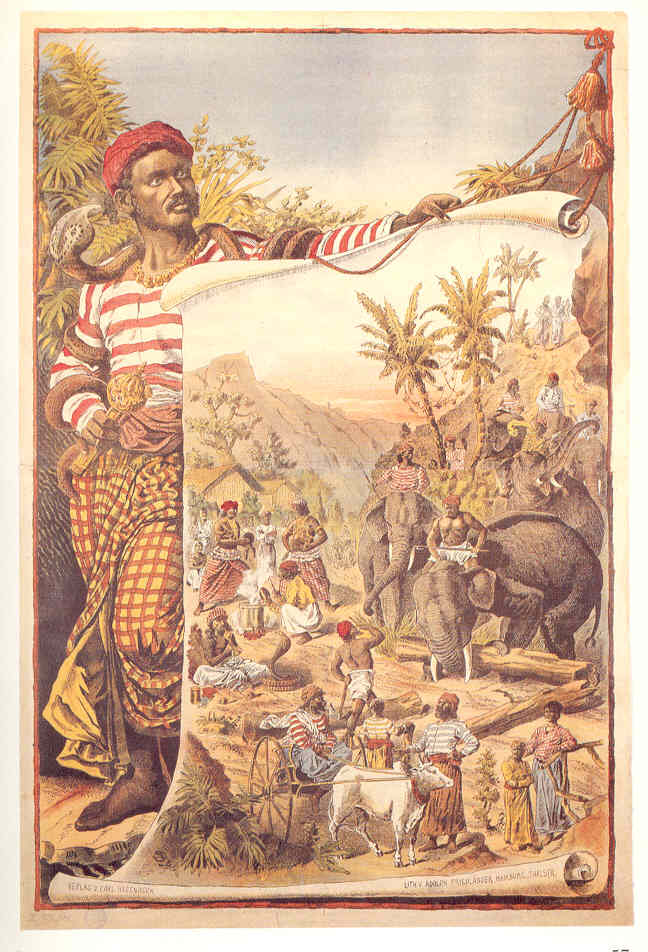
Locandina per una mostra di Carl Hagenbeck (1886)

Benga colpiva bersagli con arco e frecce, tesseva dello spago e combatteva con l'orango. Sebbene alcuni, secondo il New York Times, "espressero obiezioni alla vista dell'essere umano in una gabbia con scimmie come compagni”, la controversia scoppiò davvero soltanto quando gli ecclesiastici di colore nella città manifestarono la grande offesa ricevuta. “Riteniamo che la nostra razza sia sufficientemente sottomessa anche senza la necessità di esporre in pubblico con le scimmie uno di noi” affermò il reverendo James H. Gordon, sovrintendente dell'Howard Colored Orphan Asylum di Brooklyn. “Riteniamo di essere degni di essere considerati umani che possiedono un'anima.”
Il sindaco di New York George B. McClellan junior rifiutò di incontrare gli ecclesiastici, tessendo le lodi del dottor Hornaday, che gli scrisse: “Quando la storia del parco zoologico sarà scritta, questo incidente risulterà il momento più divertente.” Intanto che la polemica continuava, l'ostinato Hornaday insisteva che il suo unico scopo fosse quello di mostrare un'esibizione etnologica. In un'altra lettera, affermò che lui e Madison Grant, il segretario della New York Zoological Society, che dieci anni più tardi avrebbe pubblicato il trattato razzista The Passing of the Great Race, consideravano “necessario che la società non fosse nemmeno distratta" dagli ecclesiastici di colore. Il lunedì 8 settembre 1906, dopo appena due giorni, Hornaday decise di chiudere l'esibizione. Divenne quindi possibile trovare Benga libero di girare nel parco, spesso seguito da una folla "beffarda e urlante."
Nel 1925 una mostra al Belle Vue Zoo di Manchester, in Inghilterra, fu intitolata "I cannibali" ed esibiva africani neri rappresentati come selvaggi..
Nel maggio 1940 a Napoli fu inaugurata nella Mostra d'Oltremare la "I Mostra Triennale delle Terre Italiane d'Oltremare", con l'allestimento nel Padiglione Libia di villaggi eritrei ed etiopi in capanne in tucul. Furono fatti venire 60 indigeni da Eritrea ed Etiopia, in costumi tradizionali, sotto la vigilanza della Polizia dell'Africa Italiana. L'esposizione fu ben presto interrotta dall'entrata dell'Italia in guerra.

## Eredità degli zoo umani

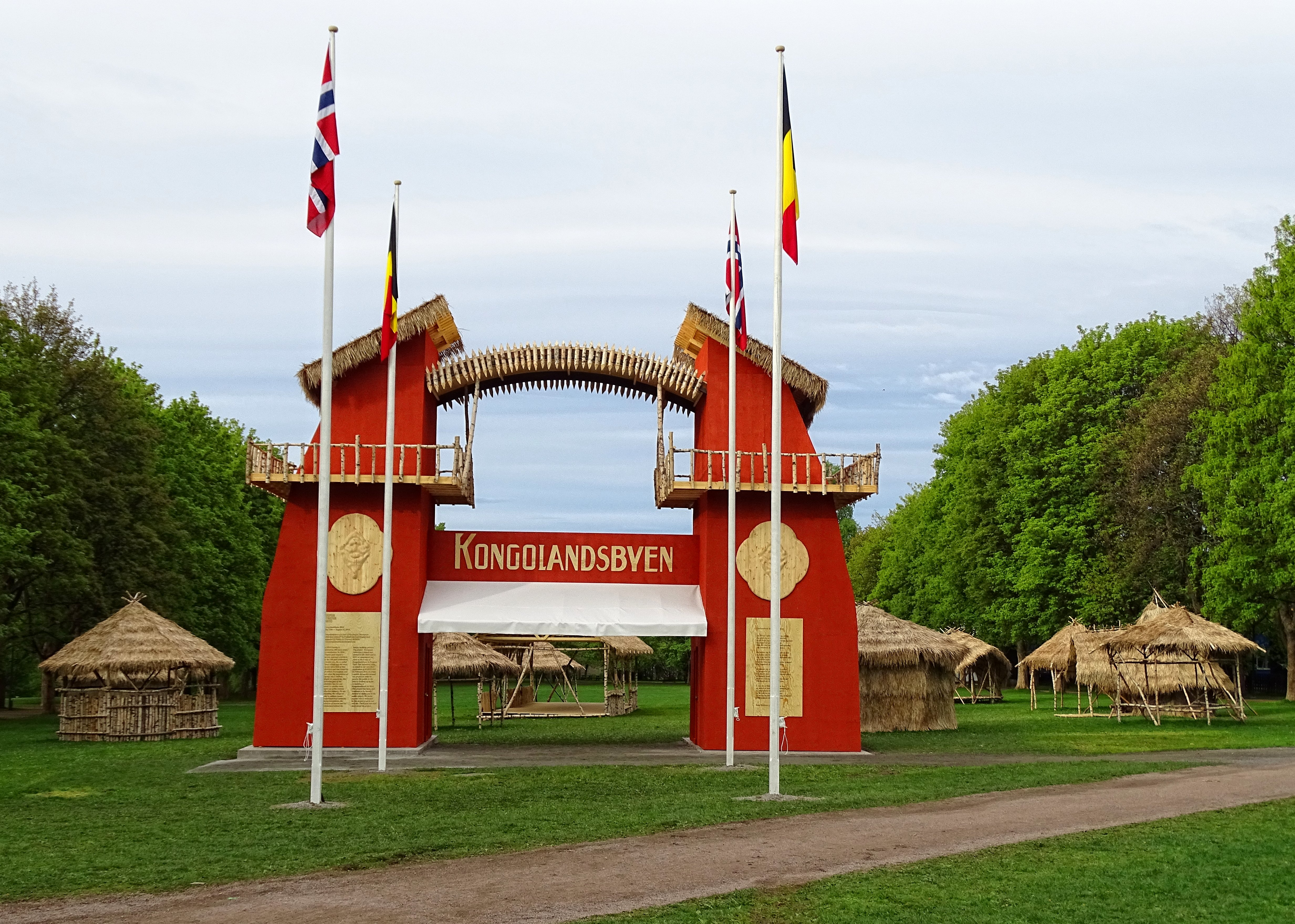
Una riproduzione moderna della mostra-villaggio del Congo svoltasi nel 1914 a Oslo (2014)

Il concetto di zoo umano non è completamente scomparso. Un villaggio congolese è stato mostrato alla fiera mondiale di Bruxelles del 1958. Nell'Aprile 1994, un esempio di villaggio sulla Costa d'Avorio è stato presentato come parte di un safari africano in Port-Saint-Père, vicino a Nantes, in Francia, in seguito chiamato Planète Sauvage.
Un villaggio africano, inteso come festival culturale, si tenne allo zoo di Augusta in Germania nel luglio 2005 e fu oggetto di ampie critiche. Nell'agosto 2005 lo zoo di Londra esibì quattro volontari umani vestiti di foglie di fico (e costume da bagno) per quattro giorni. Nel 2007 lo zoo Adelaide australiano organizzò uno zoo umano che mostrava un gruppo di persone che, come parte di uno studio, aveva chiesto di essere ospitato in un recinto precedentemente destinato alle scimmie, ma tornavano a casa di notte. Essi parteciparono a diversi esercizi, perlopiù per il divertimento degli spettatori, a cui vennero chieste delle donazioni per un nuovo recinto per scimmie. Nel 2007 artisti pigmei per il Festival della musica panafricana furono ospitati (ma non esibiti al pubblico) in uno zoo a Brazzaville, Congo.
Negli zoo messicani, come quello di Guadalajara ed il più famoso African Safari, situato a Puebla, sono esposti dei villaggi africani con rappresentazioni scultoree degli abitanti con un osso in testa e intenti a cucinare un esploratore di carnagione chiara. In questi safari si esibiscono anche dei nativi africani per lavoro.